# Прапор Новгород-Сіверського району
Прапор Новгород-Сіверського району — офіційний символ Новгород-Сіверського району Чернігівської області України, затверджений рішенням сесії районної ради 29 березня 2012.
Автор проєкту — А. Гречило.

## Опис
Прапор району являє собою прямокутне полотнище зі співвідношенням ширини до довжини 2:3, яке складається з трьох рівновеликих горизонтальних смуг — синьої, жовтої та зеленої, у центрі — герб району (щит, увінчаний районною короною; висотою в 2/3 ширини прапора).